# Миквабия, Артур Артёмович
Артур Артёмович Миквабия (абх. Артур Артиом-ипа Амқәаб; род. 2 мая 1949, Сухуми, Абхазская АССР, Грузинская ССР, СССР) — абхазский политический деятель, Премьер-министр Республики Абхазия с 20 марта 2015 по 26 июля 2016 года.

## Биография
Артур Артёмович Миквабия родился в 1949 году в столице Абхазской АССР Сухуми. В 1966 году окончил сухумскую школу. После этого он выступал до 1969 года за местную футбольную команду Динамо.
После этого работал на сухумском мельзаводе рабочим, бригадиром, заместителем начальника смены, начальником смены. Затем с 1974 по 1976 годы служил в Советской армии, где вступил в ряды членов КПСС. Избирался освобожденным секретарем комитета ВЛКСМ в/ч 1266. С 1976 по 1977 год продолжил работу на сухумском мельзаводе, сначала инженером отдела научно-технической информации, а затем начальником элеватора.

### На партийной работе
С 1977 по 1979 год — инструктор одного из Сухумского райкома КПСС. В 1978 году окончил (заочно) Всесоюзный институт пищевой промышленности по специальности инженер-технолог хранения и переработки зерна. Вскоре поступил в ВПШ. В 1986 году также заочно окончил Высшую партийную школу. С 1979 по 1988 год — инструктор, заместитель заведующего экономическим отделом Абхазского обкома КПСС. С 1988 по 1992 год — второй секретарь Сухумского горкома КПСС.

### В сфере бизнеса
С 1991 по 1992 год занимался предпринимательской деятельностью. Президент холдинговой компании, в состав которой входили банк, торговый дом, страховое общество, инвестиционное управление и т.д.
С 1992 года проживал в Москве. До 2001 года был региональным менеджером в нефтяной компании ЮКОС. 

### Во главе правительства республики
В середине марта 2015 года занял пост премьер-министра Абхазии. Летом 2016 года он заявил, что Абхазия не планирует проведения референдума о своём вхождение в состав России, но остаётся верным союзником России.
В конце июля 2016 президент страны Рауль Хаджимба отправил правительство Миквабия в отставку, мотивируя это слабой работой.

## Семья
Артур Артёмович Миквабия женат, имеет двоих детей.

## Награды
- Орден Дружбы (2016 год, ДНР)[6]
- Юбилейная медаль Республики Крым «В ознаменование 10 годовщины воссоединения Крыма с Россией 2014-2024» (2024 год, Республика Крым, Россия)[7]